# Lissonota limbata
Lissonota limbata là một loài tò vò trong họ Ichneumonidae.